# Бучин
Бучин (на македонска литературна норма: Бучин) е село в Община Крушево, Северна Македония.

## География
Бучин е най-южното село в община Крушево, разположено е в долината на Черна река при излизането и от Демир Хисар и навлизането в Пелагония. Селото е на десния бряг на река Църна, разполага с добро землище, а местоположението му на ЖП линията и автомобилния път, свързващи Прилепското поле с областта Демир Хисар са допълнителен фактор за жизнеността на селото.
Традиционно селото се дели на 8 махали: Горна, Вунеска, Бонечка, Стрезоска, Кическа, Буивлик, Богоеска, Мало Бучин.

## История
На 1,5 km южно от селото, на хълма Кале са остатъците от късноантичната и средновековна крепост Бучин, спомената в XIV век във византийски източници като Буцинин и в сръбски като Бучин.
През 1607 година жителите на Бучин взимат заем от вакъфа на Ахмед паша при месджида на шейх Хъзр Бали в Битоля в размер на 10 000 акчета при лихва от 15% процента. Гаранти за парите са самите селяни, един за друг. Този дълг е потвърден в сиджил от 1609 година. В сиджил от 1620-1621 година е отбелязано, че 23 ханета (домакинства) в Бучин дължат военния данък нузул за османския поход срещу Полша. С берат от 1622 година част от Бучин, заедно с Ношпал, Рилево и още четири села е включено в зиамет с приход от 20 000 акчета, даден на Хасан, човек на везира Даут паша.
В XIX век Бучин е чисто българско село в Прилепска кааза на Османската империя. В „Етнография на вилаетите Адрианопол, Монастир и Салоника“, издадена в Константинопол в 1878 година и отразяваща статистиката на населението от 1873 година Бучин (Boutchine) е посочено като село с 60 домакинства и 264 жители българи. Църквата „Рождество Богородично“ е от края на XIX век.
Според статистиката на Васил Кънчов („Македония. Етнография и статистика“) от 1900 година Бучинъ има 470 жители, всички българи християни.
На Етнографската карта на Битолския вилает на Картографския институт в София от 1901 година Бучин е чисто българско село в Прилепската каза на Битолския санджак със 71 къщи.
Според Никола Киров („Крушово и борбите му за свобода“) към 1901 година Бучинъ има 60 български къщи.
Цялото население на селото е под върховенството на Българската екзархия. По данни на секретаря на екзархията Димитър Мишев („La Macédoine et sa Population Chrétienne“) в 1905 година в Бучин има 432 българи екзархисти и работи българско училище.
При избухването на Балканската война в 1912 година 7 души от Бучин са доброволци в Македоно-одринското опълчение.
Според преброяването от 1990 година има 926 жители. Според това от 2002 година – 738 жители, всички северномакедонци.

## Личности
Родени в Бучин
- Божил (Божин) Спирков (1884 – 1917), македоно-одрински опълченец, 4 рота на 6 охридска дружина.[15] Загинал през Първата световна война.[16]
- Васил Дамев, български революционер от ВМОРО, четник на Иван Наумов Алябака[17]
- Веле Николев, участник в Илинденско-Преображенското въстание[18]
- Даме Анчески, участник в Илинденско-Преображенското въстание[18]
- Диме Дамяноски, участник в Илинденско-Преображенското въстание[18]
- Диме Димшов, участник в Илинденско-Преображенското въстание[18]
- Димшо Гарески, участник в Илинденско-Преображенското въстание[18]
- Йордан Николев, участник в Илинденско-Преображенското въстание[18]
- Неделко Шпиртот, български революционер от ВМОРО, четник при Питу Гули[18][19]
- Никола Пърдев, участник в Илинденско-Преображенското въстание[18]
- Спирко Попоски, участник в Илинденско-Преображенското въстание[18]
- Стойче Анчески, участник в Илинденско-Преображенското въстание[18]
- Стоян Богойоски, участник в Илинденско-Преображенското въстание[18]
- Толе Хаджиоски, участник в Илинденско-Преображенското въстание[18]
- Цветан (Целе) Георгиов, участник в Илинденско-Преображенското въстание[18]